# Seven Days Walking
Seven Days Walking é um conjunto de sete álbuns de Ludovico Einaudi que foram lançados num intervalo de sete meses a começar pelo primeiro volume, Seven Days Walkings: Day One, disponibilizado em março de 2019, com um box do conjunto anunciado para a primavera do mesmo ano. O projeto foi anunciado com o lançamento do single "Cold Wind Var. 1". Seven Days Walking apresenta Ludovico Einaudi no piano, Frederico Mecozzi no violino e viola, e Redi Hasa no violoncelo.

## Plano de fundo
Em 2015, Ludovico Einaudi lançou Elements, o qual se tornou seu primeiro álbum ao alcançar o "top 15" da UK Albums Chart, um feito inalcançado para um artista clássico por mais de 20 anos.
Em janeiro de 2018, Einaudi frequentemente ia caminhar nos Alpes, "sempre seguindo mais ou menos a mesma trilha". Ele revelou que durante uma forte nevasca, "seus pensamentos vagavam livres tempestade adentro, em que todas as formas, despidas pelo frio, perdem seus contornos e cores", permitindo que ele construísse o "labirinto musical" presente nas músicas.